# 景云里
景云里是上海市虹口区四川北路街道的一条石库门里弄，即横浜路35弄，在多伦路背后，建于1925年。包括3排坐北朝南的砖木结构石库门3层楼住宅32幢，建筑总面积2400平方米。
在1920年代与1930年代，曾经有不少文化名人居住在景云里。景云里23号是鲁迅与许广平在上海同居的第一处寓所（1927年-1930年），而景云里10号是周建人与王蕴茹同居的寓所。1928年鲁迅和周建人一同搬到景云里18号，1929年鲁迅又搬到隔壁的17号。周海婴也在此出世。柔石则住进景云里23号（1928年），景云里11号曾为《小说月报》、开明书店主编叶圣陶（1927年到1932年）、茅盾（1928）、冯雪峰（1929-1930年）寓所。这些作家在居住景云里期间创作了一些重要作品，包括叶圣陶的《倪焕之》、茅盾的《蚀》三部曲、柔石的《二月》等。
出版机构大江书铺设在景云里4号（1928年至1933年）。 
景云里在2004年被列为虹口区历史遗址纪念地。